# أليكس سميث (1876)
أليكس سميث (بالإنجليزية: Alex Smith)‏ (7 نوفمبر 1876 المملكة المتحدة - 12 نوفمبر 1954) هو لاعب كرة قدم بريطاني سابق كان يلعب كلاعب وسط.

## مسيرته الكروية
لعب أليكس سميث خلال مسيرته الاحترافية مع نادِ واحدٍ في واحد وعشرون موسمًا وسجل خلالها 128 هدف ضمن 400 مباراة. حيث فاز في ثلاثة مواسم بالكأس وفي سبعة مواسم بالدوري.
خاض أليكس سميث مسيرته مع نادي رينجرز في موسم 1894–95 ليلعب معه واحد وعشرون موسمًا، مشاركًا في 400 مباراة سجل خلالها 128 هدف.

## روابط خارجية
- أليكس سميث على موقع الاتحاد الإسكتلندي (الإنجليزية)
- أليكس سميث على موقع قاعدة بيانات كرة القدم.إي يو (الإنجليزية)
- أليكس سميث على موقع ناشيونال فوتبول تيمز (الإنجليزية)